# Klippkranslav
Klippkranslav (Phaeophyscia endococcina) är en lavart som först beskrevs av Körb., och fick sitt nu gällande namn av Moberg. Klippkranslav ingår i släktet Phaeophyscia och familjen Physciaceae.  Arten är reproducerande i Sverige. Inga underarter finns listade i Catalogue of Life.